# Претензійний герб
Претензійний герб — герби, що містив символи територій, на які висуваються претензії, навіть якщо ці території не належать або не повністю належать суверену.

## Приклади

### Претензії на Єрусалим

Герб Єрусалиму

Претензії на Єрусалим висувалися в різний час монархи. Після Першого хрестового походу королями Єрусалиму стали анжуйські графи. Вони носили цей титул і символ Єрусалимського королівства на своєму гербі близько століття. Пізніше претензії на королівство взяли на себе королі Неаполя. Імператор Франц Йосиф I також називав себе королем Єрусалиму і використовував герб Єрусалимського королівства.

### Претензії Англії на Францію

Герб Едуарда III

У 1340 році Едуард III англійський проголосив себе королем Франції та включив французькі лілії до свого герба. Під час Столітньої війни (з 1337 р.) Англія тимчасово контролювала значні території Франції. Хоча 1558 року королева Марія I Тюдор втратила Кале, останнє англійське володіння на материку, претензії залишалися. Лише 1801 року після Французької революції король Георг III офіційно зрікся претензій на Французьке королівство.

### Юліх-Клеве
Деякі сторони, які сперечалися в суперечці про спадщину Юліх-Клевішен щодо правонаступництва правління в герцогстві Юліх-Клеве-Берг, підтримували ці претензії гербами, зображеними на монетах протягом тривалого часу. Саксен-Кобург-Гота та Саксен-Майнінген зберігали герби претензійних територій навіть у ХІХ столітті.

### Герб Каринтії

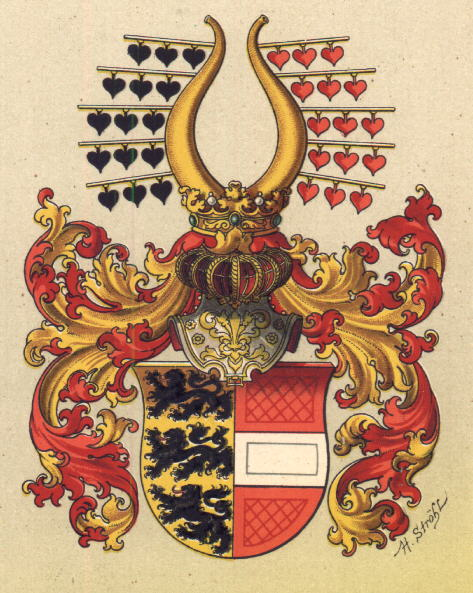
Історичний герб Каринтії

Пізніший державний герб Каринтії спочатку був претензійним гербом герцога Ульріха III. Його перший шлюб був із вдовою, а другий — із внучатою племінницею герцога Фрідріха II австрійського і на цій підставі висунув претензії на спадщину Бабенберга, яка, однак, втратила чинність після смерті герцога в 1269 році.
На гербі зображені три леви медлінгіської гілки Бабенбергів, а починаючи з герцога Генріха Старшого — також австрійський щит.

## Вебпосилання
- Претензійний герб на www.coingallery.de
- Претензійний герб на www.welt-der-wappen.de